# Centre de recherche en anthropologie sociale et culturelle
Le Centre de recherche en anthropologie sociale et culturelle, plus connu sous l'acronyme CRASC, est une institution nationale de recherche algérienne, créée en 1992 par décret N°92-215 modifié et complété le 23 mai 1992. Inscrit dans le système national de recherche, il est passé du statut de Centre de Recherche et de Développement (CRD) (1992) à celui d’Etablissement Public à caractère Scientifique et Technologique (EPST en 2002 révisé en 2008). Il est placé sous la tutelle administrative de la Direction Générale de la Recherche Scientifique et du Développement Technologique et du Ministère de l'Enseignement Supérieur et de la Recherche Scientifique. Son siège se trouve à Oran. Il est dirigé actuellement par Ammar Manaâ, professeur et sociologue.
Le CRASC est le fruit d'une rencontre entre une activité de recherche menée depuis 1985 dans le cadre d'une unité de recherche (URASC) et la reconnaissance de l'importance des sciences humaines dans la production des connaissances relative à la société algérienne.
Le potentiel de chercheurs en 2019 était de 166, dont 88 permanents. Le personnel de soutien était de 122 cadres et techniciens.
Les missions principales du centre sont :
- Développer la recherche fondamentale et appliquée en Anthropologie sociale et culturelle, en liaison avec les besoins du développement national.
- Effectuer toutes recherches présentant un intérêt pour l’avancement des sciences sociales et humaines en Algérie et contribuer à la valorisation de leurs résultats.
- Assurer la formation, le perfectionnement et la qualification des chercheurs et du personnel de soutien à la recherche.
- Organiser et promouvoir des rencontres entre chercheurs en vue de favoriser les échanges et la maîtrise de l’information scientifique.
- Publier une revue scientifique de qualité pour diffuser les résultats de recherche et maintenir un lien régulier entre les chercheurs.

Le CRASC édite une revue scientifique périodique Insanyat, ainsi que la Revue africaine des livres  Africa Revue of Books
En dehors de son siège à Oran, le Centre s’est doté de quatre unités de recherche : l’Unité de recherche sur La Culture, la Communication, les Langues, la Littérature et les Arts  (UCCLLA), l’Unité de Recherche sur la Traduction et la Terminologie (URTT) domiciliées à Oran, l’Unité de Recherche sur les Systèmes de Dénomination en Algérie (RASYD),  domiciliée à Alger, et l’Unité de Recherche sur les Territoires Emergents et Sociétés (TES), domiciliée à Constantine.